# Taisho Tripitaka
El Taishō Tripiṭaka (Chinese: 大正新脩大藏經; Japonés: Taishō Shinshū Daizōkyō ; lit. "Taishō Revised Tripiṭaka") es una edición definitiva del canon budista chino y sus comentarios japoneses utilizados por los eruditos en el siglo XX. El proyecto Taishō Tripiṭaka fue iniciado por el Departamento de Estudios Indios y Sánscritos de la Universidad Imperial de Tokio. Fue editado por Takakusu Junjiro y otros.
El Taishō Tripiṭaka se abrevia como "大正藏" en chino (Dàzhèngzàng) y japonés (Taishōzō).

## Contenido
De los 100 volúmenes, solo del volumen 1 a 85 son literatura, de los cuales los volúmenes 56 a 84 son literatura budista japonesa escrita en chino clásico. Los volúmenes 86 a 97 son dibujos relacionados con el budismo e incluyen dibujos de muchos budas y bodhisattvas. Los volúmenes 98 a 100 son índices y catálogos de diferentes textos budistas conocidos en Japón alrededor del 1930. Los 100 volúmenes de literatura contienen 5.320 textos individuales, clasificados de la siguiente manera.
| Volumen  | Orden     | Nombre          | Chino                 | Japonés               | Sanskrito           | Descripción                                                                           |
| T01–02   | 1–151     | 阿含部          | Āhán bù               | Agon-bu               | Āgama               | Sección de Āgama                                                                      |
| T03–04   | 152–219   | 本緣部          | Běnyuán bù            | Hon'en-bu             | Jātaka              | Historias de Nacimiento                                                               |
| T05–08   | 220–261   | 般若部          | Bōrě bù               | Hannya-bu             | Prajñapāramitā      | Perfección de la Sabiduría                                                            |
| T09a     | 262–277   | 法華部          | Fǎhuá bù              | Hokke-bu              | Saddharma Puṇḍarīka | Sutra del loto                                                                        |
| T09b–10  | 278–309   | 華嚴部          | Huáyán bù             | Kegon-bu              | Avataṃsaka          | Sutra de la guirnalda                                                                 |
| T11–12a  | 310–373   | 寶積部          | Bǎojī bù              | Hōshaku-bu            | Ratnakūṭa           | Sutra de los grandes tesoros                                                          |
| T12b     | 374–396   | 涅槃部          | Nièpán bù             | Nehan-bu              | Nirvāṇa             | El Parinirvāṇa                                                                        |
| T13      | 397–424   | 大集部          | Dàjí bù               | Daishū-bu             | Mahāsannipāta       | La gran colección                                                                     |
| T14–17   | 425–847   | 經集部          | Jīngjí bù             | Kyōshū-bu             | Sūtrasannipāta      | Colección de sutras                                                                   |
| T18–21   | 848–1420  | 密教部          | Mìjiào bù             | Mikkyō-bu             | Tantra              | Enseñanzas esotéricas                                                                 |
| T22–24   | 1421–1504 | 律部            | Lǜ bù                 | Ritsu-bu              | Vinaya              | Discipline monástica                                                                  |
| T25–26a  | 1505–1535 | 釋經論部        | Shìjīnglùn bù         | Shakukyōron-bu        | Sūtravyākaraṇa      | Explicaciones de sutras                                                               |
| T26b–29  | 1536–1563 | 毗曇部          | Pítán bù              | Bidon-bu              | Abhidharma          | Análisis sistematizado                                                                |
| T30a     | 1564–1578 | 中觀部類        | Zhōngguān bùlèi       | Chūgan-burui          | Mādhyamaka          | Textos Mādhyamaka                                                                     |
| T30b–31  | 1579–1627 | 瑜伽部類        | Yújiā bùlèi           | Yuga-burui            | Yogācāra            | Textos sobre Yogācāra                                                                 |
| T32      | 1628–1692 | 論集部          | Lùnjí bù              | Ronshū-bu             | Śāstra              | Tratados                                                                              |
| T33–39   | 1693–1803 | 經疏部          | Jīngshū bù            | Kyōsho-bu             | Sūtravibhāṣa        | Aclaraciones sobre sutras                                                             |
| T40a     | 1804–1815 | 律疏部          | Lǜshū bù              | Rissho-bu             | Vinayavibhāṣa       | Aclaraciones del vinaya                                                               |
| T40b–44a | 1816–1850 | 論疏部          | Lùnshū bù             | Ronsho-bu             | Śāstravibhāṣa       | Śāstra Aclaraciones y subcomentarios                                                  |
| T44b–48  | 1851–2025 | 諸宗部          | Zhūzōng bù            | Shoshū-bu             | Sarvasamaya         | Enseñanzas sectarias (Nichiren etc.)                                                  |
| T49–52   | 2026–2120 | 史傳部          | Shǐchuán bù           | Shiden-bu             |                     | Historia budista                                                                      |
| T53–54a  | 2121–2136 | 事彙部          | Shìhuì bù             | Jii-bu                |                     | Enciclopedia                                                                          |
| T54b     | 2137–2144 | 外教部          | Wàijiào bù            | Gekyō-bu              |                     | Textos no budistas (Hinduismo, Maniqueísmo, Nestorianismo, etc.)                      |
| T55      | 2145–2184 | 目錄部          | Mùlù bù               | Mokuroku-bu           |                     | Catálogos                                                                             |
| T56–83   | 2185–2700 | 續經疏部        | Xùjīngshū bù          | Zokukyōsho-bu         |                     | Aclaraciones adicionales sobre sutras (subcomentarios de japoneses influyentes)       |
| T84      | 2701–2731 | 悉曇部          | Xītán bù              | Shittan-bu            | Siddhaṃ             | Escritura Siddhaṃ (escritura esotérica traída al Japón por Kūkai)                     |
| T85a     | 2732–2864 | 古逸部          | Gǔyì bù               | Koitsu-bu             |                     | Ancestral                                                                             |
| T85b     | 2865–2920 | 疑似部          | Yísì bù               | Giji-bu               |                     | Dudoso                                                                                |
| T86–97   |           | 圖像部          | Túxiàng bù            | Zuzō-bu               |                     | Ilustraciones (exégesis de la iconografía budista estándar, con inserciones)          |
| T98–100  |           | 昭和法寶 總目錄 | Zhāohé fǎbǎo zǒngmùlù | Shōwa Hōbō Sōmokuroku |                     | Shōwa tesores de la Fe (catálogos de colecciones de escrituras y ediciones del canon) |
|          |           |                 |                       |                       |                     |                                                                                       |

## Digitalización
La edición SAT Daizōkyō Text Database contiene los volúmenes del 1 al 85. La edición de la Asociación de Textos Electrónicos Budistas Chinos (CBETA) contiene los volúmenes del 1 al 55 y el 85. La edición Fomei (佛梅電子大藏經) contiene textos en chino clásico pero no del budismo de Nichiren.
Los volúmenes del 56 al 84, aunque fueron escritos en chino clásico, en realidad están escritos por eruditos budistas japoneses.